# Kázání na hoře

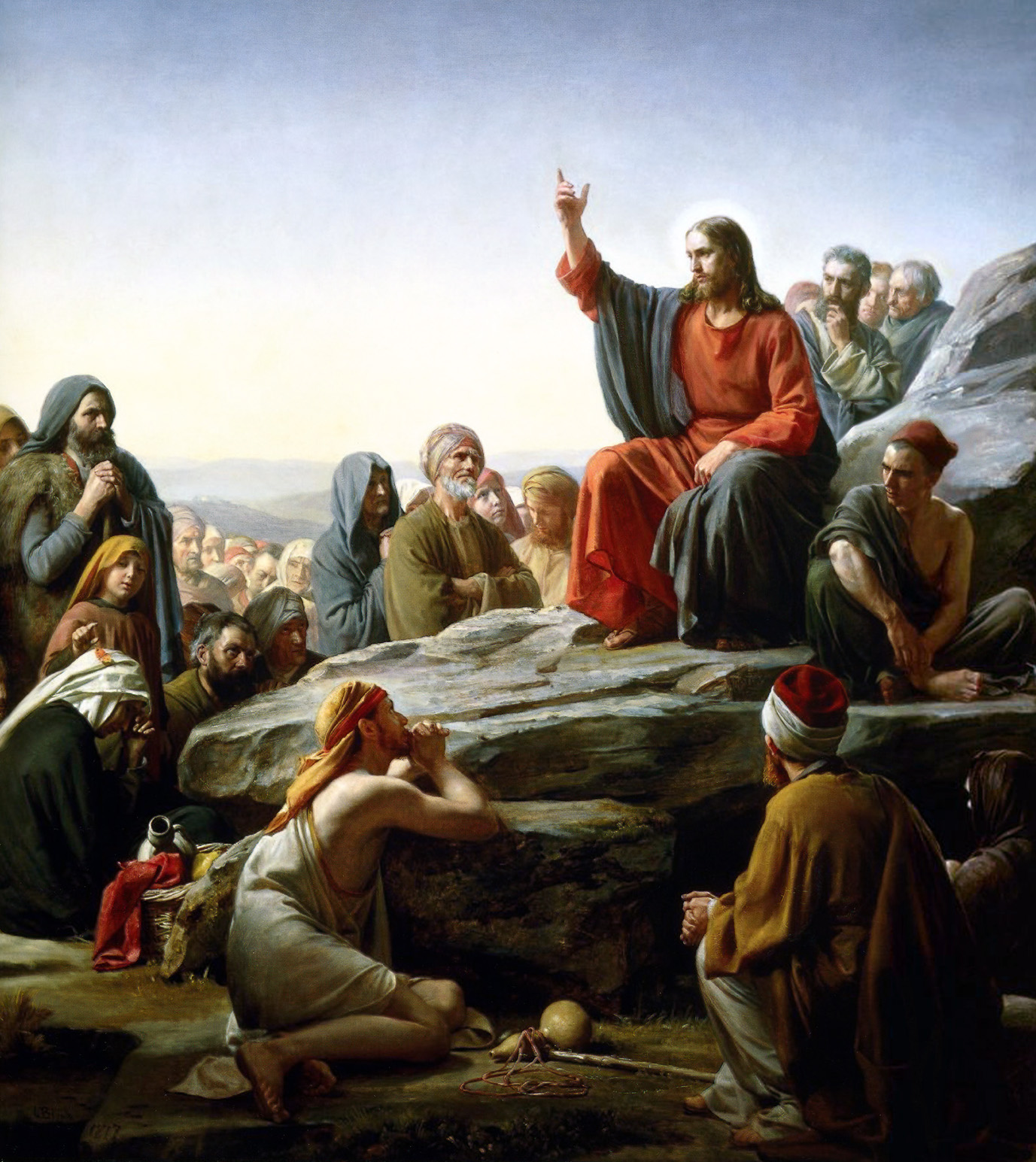
Carl Heinrich Bloch (1834–1890): Horské kázání (Bjergprædikenen)

Kázání na hoře či Horské kázání je Ježíšova řeč uvedená v 5. až 7. kapitole Matoušova evangelia. Své jméno dostala podle prvních slov „Když Ježíš spatřil zástupy, vystoupil na horu … a učil je“ (Mt 5,1). Jde o mimořádně významnou pasáž Nového zákona, která obsahuje některé z nejznámějších a klíčových pasáží poselství Ježíše k lidem, na nichž stojí křesťanská etika. Na téma výkladu kázání na hoře byly napsány stovky knih a odborných pojednání. Podle tradice bylo kázání proneseno na dnešní hoře Blahoslavenství. Nezřídka bývá považováno za novozákonní protějšek předání Desatera na hoře Sinaj (biblická hora), podle tradice "zjeveného Bohem za přímé účasti veškerého lidu Izraele."  

## Otázky textové kritiky a výkladu
- Rámec kázání na hoře (Mt 5,2: otevřel ústa a učil je; Mt 7,28: když Ježíš dokončil všechna tato slova) předává informaci, že uvedené kázání bylo vysloveno najednou[1]; na druhé straně mnozí biblisté dnes mají za to, že se jedná o kompilát mnoha Ježíšových promluv a myšlenek[2].
- R. A. Guelich uvádí[3], že tři ze šesti antitezí v Mt 5,21–48 pravděpodobně historický Ježíš nikdy neřekl (a sice Mt 5,31–32; 38–42; 43–47), protože tím by zrušil některá ustanovení židovského zákona, což je v rozporu s veršem Mt 5,17: „Nedomnívejte se, že jsem přišel zrušit Zákona nebo Proroky; nepřišel jsem zrušit, nýbrž naplnit.“ Na druhé straně D. A. Carson upozorňuje, že jiný Ježíšův výrok (Mt 10,34: „Nepřišel jsem na zem uvést pokoj, ale meč.“) ukazuje na to, že antiteze nemusí být míněna v absolutním smyslu[4].
- D. J. Harrington upozorňuje na kontext kázání na hoře[5]: Ježíš působil v Galileji (Mt 4,12–25), kde se nacházely „ztracené ovce judaismu“ (Mt 10,5–7); a tak vlastně kázání na hoře nese judaismus lidem, kteří judaismus odmítli nebo jej ještě nepřijali. Na druhé straně např. z Mt 28,18–20 je patrné, že Ježíšovo poselství je určeno všem (včetně stoupenců judaismu), tj. jedná se o pozvání do Božího království pro každého člověka.

## Obsah kázání
- Mt 5,1–12 – Blahoslavenství:

| „           | Když spatřil zástupy, vystoupil na horu; a když se posadil, přistoupili k němu jeho učedníci. Tu otevřel ústa a učil je: „Blaze chudým v duchu, neboť jejich je království nebeské. Blaze těm, kdo pláčou, neboť oni budou potěšeni. Blaze tichým, neboť oni dostanou zemi za dědictví. Blaze těm, kdo hladovějí a žízní po spravedlnosti, neboť oni budou nasyceni. Blaze milosrdným, neboť oni dojdou milosrdenství. Blaze těm, kdo mají čisté srdce, neboť oni uzří Boha. Blaze těm, kdo působí pokoj, neboť oni budou nazváni syny Božími. Blaze těm, kdo jsou pronásledováni pro spravedlnost, neboť jejich je království nebeské. Blaze vám, když vás budou tupit a pronásledovat a lživě mluvit proti vám všecko zlé kvůli mně.“ | “ |
| — Mt 5,1–11 | |   |

Ježíš v blahoslavenstvích říká, komu je království Boží určeno: těm, kteří si uvědomují svou duchovní chudobu, touží po lepším charakteru u sebe i u ostatních, přijali Boží milosrdenství a šíří je dál, jsou pro spravedlivé jednání ochotni nést utrpení. Slova „pronásledování kvůli mně“ (verš 11) ukazují na to, že Ježíš je v Božím království klíčovou postavou.
- Mt 5,13–16: Ty, které pozval do království a kteří jeho pozvání přijali, vyzývá Ježíš, aby svým životem nesli zprávu o království dál.
- Mt 5,7 až 7,12: Ježíš vysvětluje vztah Starého zákona k Božímu království: nepřišel Starý zákon zrušit, ale naplnit svým životem i učením (Mt 5,17); neruší starozákonní kánon, ale nyní musí být Starý Zákon chápán skrze jeho osobu a skrze jeho výklad. V tomto smyslu některá starozákonní ustanovení zintenzivňuje (Mt 5,21–22: soudu podléhá nikoli jen úmyslné zabití, ale i nenávist vůči druhému člověku), jiná starozákonní nařízení ruší (Mt 5,31–32: praxi rozluky mimo případ smilstva; Mt 5,33–37: přísahu), a další potvrzuje v jejich normální platnosti (Mt 5,43: pouze vyjasňuje přikázání lásky oproti nejasnému výkladu ve své době – nikde ve Starém Zákoně totiž není řečeno „budeš nenávidět svého nepřítele“)[6]:

| „           | Slyšeli jste, že bylo řečeno: ‚Milovati budeš bližního svého a nenávidět nepřítele svého.‘ Já však pravím: Milujte své nepřátele a modlete se za ty, kdo vás pronásledují. | “ |
| — Mt 5,43n. | |   |

Ježíš uzavírá, že Starý Zákon ukazuje směrem, který může pro vstup do Božího království naplnit jen požadavek dokonalosti (Mt 5,48). To je tak vysoký požadavek, že jej nenaplňují ani vysoce morální lidé té doby (Mt 5,20). Naopak, mnoho skutků zbožnosti je možné dělat pouze navenek: dávání potřebným (6,1–4), modlitbu (6,5–15) a půst (6,16–18). Ježíš ukazuje rozdíl mezi činěním těchto věcí na odiv a jejich pravou podstatou.
Samostatný článek: modlitba Otčenáš (Mt 6,9-13)
Ježíš varuje dále před životním stylem, kdy člověku jde jen o zajištění sebe sama (6,19–34), a nemá na prvním místě hledání Božího království a spravedlivého jednání, ke kterému právě ve své promluvě vyzývá:
| „         | Hledejte především jeho království a spravedlnost, a všechno ostatní vám bude přidáno. | “ |
| — Mt 6,33 |                                                                                        |   |

Říká, aby jeho posluchači nesoudili druhé, ale sami přijali jeho slova (7,1–6):
| „          | Nesuďte, abyste nebyli souzeni. Neboť jakým soudem soudíte, takovým budete souzeni, a jakou měrou měříte, takovou Bůh naměří vám. Jak to, že vidíš třísku v oku svého bratra, ale trám ve vlastním oku nepozoruješ? | “ |
| — Mt 7,1–3 | |   |

Slibuje jim, že dostanou od Boha přístup do království i vše dobré, pokud o to budou stát (7,7–12). Závěrečnou větou této části je tzv. zlaté pravidlo:
| „         | „Jak byste chtěli, aby lidé jednali s vámi, tak vy jednejte s nimi; v tom je celý Zákon, i Proroci.“ | “ |
| — Mt 7,12 | |   |

- Mt 7,13–29 – závěrečné výzvy: Ježíš vyzývá své posluchače, aby zvážili jeho slova a hledali cestu do Božího království (Mt 7,13–14). Varuje je před učiteli, kteří je do království nedovedou (Mt 7,15–20: klíčovým znakem dobrého proroka má být charakter, který ve své řeči Ježíš právě vykreslil). Opět říká, že vstup do království neleží ve slovech, ale ve skutcích spravedlnosti a v charakteru člověka:

| „         | „Ne každý, kdo mi říká ‚Pane, Pane‘, vejde do království nebeského; ale ten, kdo činí vůli mého Otce v nebesích.“ | “ |
| — Mt 7,21 | |   |

Současně označuje sám sebe za soudce, který bude rozhodovat o vstupu do Božího království (Mt 7,22–23). Uzavírá podobenstvím o domu na skále (7,24–29), ze kterého je patrno, že kdyby jej jeho posluchači pouze vyslechli, ale neposlechli, tak klamou sami sebe.